# منتخب النمسا لاتحاد الرغبي
منتخب النمسا الوطني لاتحاد الرغبي (بالألمانية: Österreichische Rugby-Union-Nationalmannschaft )‏ هو ممثل النمسا الرسمي في المنافسات الدولية في اتحاد الرغبي .